# Euophrys laetata
Euophrys laetata es una especie de araña saltarina del género Euophrys, familia Salticidae. Fue descrita científicamente por Simon en 1904.
Habita en Chile.